# Wilhelmus Arnoldus Josephus van der Meulen
Wilhelmus Arnoldus Josephus van der Meulen (Gendt, 15 april 1893 – Breda, 19 april 1980) was een Nederlands politicus.
Hij werd geboren als zoon van Johannes Wilhelmus van der Meulen (1859-1934; kantoorbediende) en Theodora Hendrika Pruijn (1859-1919). Zijn vader is rond 1898 gemeentesecretaris van Gendt geworden. Zelf was hij commies bij de gemeentesecretarie van Oldenzaal voor hij in 1920 J.B. Kemme opvolgde als gemeentesecretaris van Weerselo. Van der Meulen werd in 1921 benoemd tot burgemeester van Terheijden en vanaf 1935 was hij bovendien de burgemeester van Teteringen. In 1958 ging hij met pensioen en in 1980 overleed hij kort na zijn 87e verjaardag.
Zijn broer jongere broer Jo van der Meulen is ook burgemeester geweest.